# Goosebumps
Goosebumps (publicada no Brasil com o título original em língua inglesa e em Portugal com o nome "Arrepios") é uma série de livros do gênero terror de autoria de R.L. Stine. Sessenta e dois livros foram publicados sob o título de Goosebumps de 1992 a 1997. Muitos dos títulos foram levados à vida e se tornaram filmes; a série também inspirou uma série de televisão que durou de 1995 a 1998, e um filme de 2015, que depois teve uma sequência. Com mais de 350 milhões de livros vendidos mundialmente, a segunda série de livros mais vendida da história, depois de Harry Potter.

## Séries derivadas
A primeira série derivada de Goosebumps foi o Goosebumps Series 2000, uma série de livros com novas histórias.
A segunda série derivada foi Goosebumps Horrorland, que focava no parque de diversões fictício da série original, o Horroland.
Anos mais tarde, em 2016, foi lançada a terceira série derivada, Goosebumps Slappyworld, em que Slappy, o Boneco, contava as suas próprias ''histórias assustadoras''.
E em 2023, foi lançada a nova série derivada, Goosebumps House of Shivers,  com histórias modernizadas e inteiramente novas. R. L. Stine ainda está publicando os livros dessa série derivada.